# José Gaspar d’Afonseca e Silva
José Gaspar d’Afonseca e Silva (* 6. Januar 1901 in Araxá, Minas Gerais; † 27. August 1943 in Rio de Janeiro) war ein brasilianischer Geistlicher und römisch-katholischer Erzbischof von São Paulo.

## Leben
José Gaspar d’Afonseca studierte Kirchenrecht an der Päpstlichen Universität Gregoriana in Rom und empfing am 12. August 1923 die Priesterweihe. 1927 wurde er Professor und Vizerektor des Priesterseminars von São Paulo. 1934 wurde er Rektor des Seminars in Ipiranga.
Papst Pius XI. ernannte ihn am 23. Februar 1935 zum Titularbischof von Barca und bestellte ihn zum Weihbischof im Erzbistum São Paulo. Die Bischofsweihe spendete ihm der Erzbischof von São Paulo, Leopoldo Duarte e Silva, am 28. April 1935. Mitkonsekratoren waren Antonio Colturato, Bischof von Uberaba, und Gastão Liberal Pinto, Koadjutorbischof von São Carlos. Mit dem Amt des Weihbischofs fiel ihm auch die Leitung der Katholischen Aktion zu. Am 29. Juli 1939 ernannte Pius XII. den erst 38-jährigen zum neuen Erzbischof von São Paulo.
Afonseca strukturierte das Erzbistum neu und untergliederte es in Dekanate, die er wiederholt besuchte. Ein weiteres Anliegen war die Verstärkung der pastoralen Arbeit. Hierzu verfasste er zahlreiche Hirtenbriefe. Afonseca versuchte auch, im Familienrecht die christliche Moraltheologie durchzusetzen. 1942 nahm er am vierten Eucharistischen Kongress in Brasilien teil, an dessen Vorbereitung er auch beteiligt war.
Er wurde im März 1941 von der Universität São Bento mit dem Ehrendoktor der Philosophie geehrt. 1943 wurde er Ehrenmitglied des brasilianischen Instituts für Geschichte und Geographie.

## Tod
José Gaspar d’Afonseca e Silva plante im Sommer 1943 eine Reise nach Rio de Janeiro. Sein Flugzeug stürzte am 27. August beim dortigen Landeversuch ab, wobei auch der Journalist Cásper Libero ums Leben kam. Afonsecas sterbliche Überreste wurden nach São Paulo überführt und in der Krypta der Kathedrale beigesetzt.